# Капо д'Арко (Напуљ)
Капо д'Арко је насеље у Италији у округу Напуљ, региону Кампанија.
Према процени из 2011. у насељу је живело 17 становника. Насеље се налази на надморској висини од 279 м.